# Montezuma Castle National Monument
Montezuma Castle National Monument in de buurt van Camp Verde, Arizona in het westen van de Verenigde Staten bestaat uit klifwoningen. Deze zijn rond het jaar 1400 gebouwd door de Sinaguacultuur. Al in 1694 wordt in Spaanse geschriften gesproken over de "Casas de Montezuma". Toen Europese Amerikanen de klifwoningen in de jaren 1850 ontdekten, beschreven ze dat de woningen waren gebouwd door de mythologische held Montezuma, niet te verwarren met de Azteekse heerser van Mexico.
In de kalkstenen rotswand is een gebouw van steen en mortel van vijf verdiepingen hoog gebouwd. Er zijn 20 kamers waar 50 mensen konden wonen. De overhangende rotswand beschermt het gebouw tegen de regen. In een ander deel van de rotswand zijn de resten van een nog grotere woning gevonden.
De klifwoningen en het terrein eromheen zijn op 8 december 1906 uitgeroepen tot nationaal monument in de Verenigde Staten. Op 15 oktober 1966 werd het toegevoegd aan het National Register of Historic Places.
Per jaar bezoeken 350.000 mensen Montezuma Castle. Vanaf het bezoekerscentrum loopt een pad langs de voet van de rotswand. Vanwege de kwetsbaarheid van de kalksteen zijn de kamers zelf sinds 1951 niet meer toegankelijk voor publiek.

## Montezuma Well
Montezuma Well is een ander gedeelte van het monument, 18 kilometer ten noordoosten van Montezuma Castle. Dit waterreservoir is ontstaan doordat een kalkstenen grot instortte. Nu stromen er het hele jaar door miljoenen liters water in de Well. Sinds de achtste eeuw wordt het water gebruikt voor irrigatie.